# Castelo de Roquetaillade

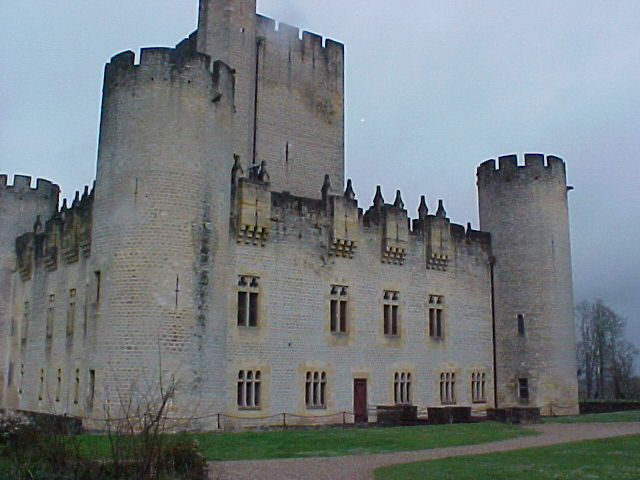
O Château de Roquetaillade visto da capela de Saint-Michel.

O Château de Roquetaillade é um palácio da França localizado em Mazères, na Gironda. É constituido por duas fortificações, uma datada do século XI e a outra do século XIV, as quais se encontram dentro do mesmo recinto. O palácio foi salvo por Viollet-le-Duc no século XIX, tendo este empreendido, igualmente, importantes trabalhos de decoração e criação de mobiliário. O palácio e o mobiliário foram classificados como Monumentos Históricos da França em 1840.
O Château de Roquetaillade encontra-se na posse da mesma família desde há 700 anos. Foi aberto ao público em 1956.

## As origens

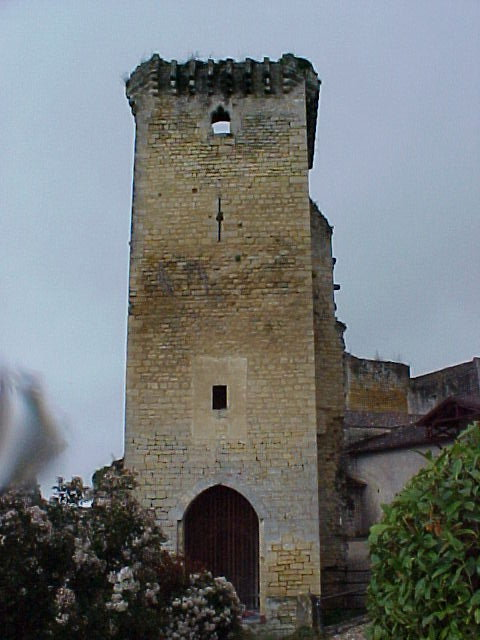
O castelo velho.

O lugar de Roquetaillade sempre foi habitado pelo homem desde a Pré-História. A presença de grutas naturais e de um pico rochoso, sob os quais se podiam proteger, eram favoráveis a uma instalação humana. Os numerosos Sílex talhados, encontrados no lugar, testemunham essa presença.
No entanto, a menção a uma fortificação em Roquetaillade só surge pela primeira vez em 778. Efetivamente, Carlos Magno, a caminho dos Pirenéus com o seu sobrinho Rolando (o qual viria a inspirar a célebre La chanson de Roland, poema épico do século XI), reagrupou o seu exército em Roquetaillade e construiu um primeiro monte castrejo fortificado, em madeira: o primeiro castelo de Roquetaillade. Esta construção evoluiu ao longo dos tempos; a técnica da pedra substituiu a da madeira. O Château de Roquetaillade cresceu, incluindo novas torres, muralhas e outras construções defensivas, as quais refletiam o poder do senhor. A última construção foi a edificação da torre-porta, em 1305, única passagem entre o coração do castelo e a aldeia, chamada Castelnau, que se estabeleceu em volta.
Antes do século XI não existe qualquer informação disponível acerca dos senhores de Roquetaillade, quando o nome La Mota (ou La Mothe) aparece nos arquivos. Só existem certezas no facto de o Château de Roquetaillade permanecer na mesma família desde o século XI até aos dias de hoje.

## O Château Novo
Em 1306, com a permissão do Rei Eduardo I de Inglaterra, o Cardeal de la Mothe, sobrinho do Papa Clemente V, construiu uma segunda fortaleza em Roquetaillade: o Château "Neuf" de Roquetaillade, de planta quadrada com cinco torres e uma torre de menagem central. Esta construção, revolucionária para a época, aliava a arte militar e a necessidade de defesa com a procura do conforto. O Château de Roquetaillade, assim como outros palácios Clementinos, foram os primeiros exemplos de palácio/castelo-forte em França.
- Guerra dos Cem Anos

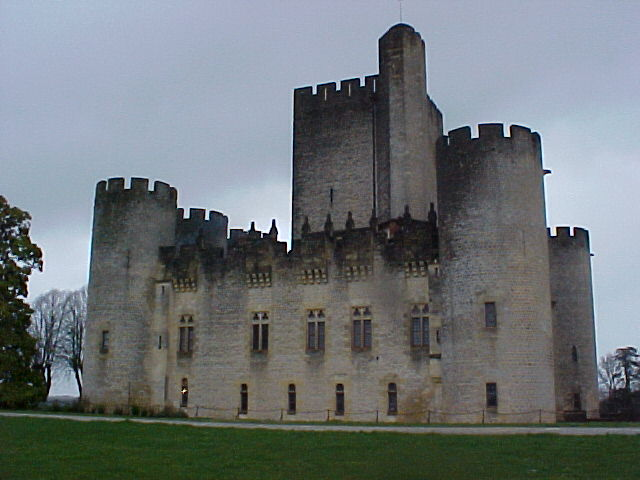
Parte traseira do castelo novo.

Esta longa guerra poupou totalmente o Château de Roquetaillade. Com efeito, ainda que os gascões fossem pró-ingleses, devido ao comércio do vinho não perdiam ocasião de trocar de lado quando sentiam o vento girar. Deve dizer-se que os senhores de Roquetaillade eram, nessa época, em primeiro lugar eclesiásticos e, portanto, estavam acima das confusões dos "simples mortais".
- Guerras da religião francesas

No sul da Gironda, não houve mais que pequenas escaramuças entre as diversas partes. Somente Villandraut foi atacada pelos protestantes; mas não era este o símbolo Papal?
- A Revolução Francesa

Aquando da Revolução, os bandos de Bordéus dirigiram-se a Roquetaillade para demoli-lo. O Marquês de Lansac acolheu-os no lugar, dobrou o seu soldo e convidou-os a descer à cave do palácio para provar o seu vinho. Os revolucionários acharam-no de tal forma bondoso que abandonaram os trabalhos.
Apesar de Roquetaillade ter sobrevivido ao longo da história, o edifício, no início do século XIX, encontrava-se em mau estado. Classificado como Monumento Histórico da França por Prosper Mérimée em 1840, o Château de Roquetaillade foi um dos primeiros edifícios medievais do Sudoeste a beneficiar de protecção.
foi cerca de 1850 que os Mauvezin decidiram remeter o edifício ao estado. Recorreram ao mais célebre arquitecto francês, Viollet-le-Duc. Este, ajudado por um dos seus alunos, Duthoit, passou cerca de 20 anos em volta do restauro do palácio, mas sobretudo sobre a decoração do interior e o mobiliário. A decoração de Roquetaillade que se pode ver atualmente é única na França e está classificada como monumento histórico.

## O parque
O parque de Roquetaillade compreende os vestígios do recinto medieval com a barbacã, o riacho de Pesquey e as suas ribas, o chalé novecentista e o pombal do Crampet, o qual faz parte do Ecomuseu da Bazadaise.

## Curiosidades
O Château de Roquetaillade serviu de cenário a vários filmes, entre os quais:
- Fantômas contra a Scotland Yard
- Le Pacte des loups (O Pacto dos lobos).